# Morpheus (számítógépes program)
Morpheus a neve annak a fájlcserélő kliensnek, melyet a StreamCast működtet (régi nevén: MusicCity), s eredetileg a OpenNAP peer-to-peer (P2P) platformot használta.
A Morpheus egy web-alapú kereső interfész, úgy, mint az Audiogalaxy, s a médiaformátumok mindegyike kereshető vele, nem csak az MP3. 2001-ben a Morpheus protokollt cserélt: az OpenNAP helyett a FastTrack protokollt kezdték használni. 2002. február 26-án az összes Morpheus kliens hirtelen megállt, amikor frissült a FastTrack protokoll és a Morpheus felhasználók nem tudtak belépni a hálózatba. Ez kétségkívül egy licencelési vitából fakadt, a StreamCast és a FastTrack tulajdonosai között. 2003. március 2-án egy új, robusztusabb Morpheus kliens jelent meg. Ez a változat a Gnutella hálózatot használta, melynek magját Gnucleus-t akkor adták ki. Néhány GPL vita után, mivel a Gnucleus-t GPL-lel licencelték, a Morpheus a nagyon idejétmúlt Jtella-ra váltott, majd még néhány vita után újra visszatért a Gnucleus-hoz. Azóta, a hálózat frissült a Gnutella2-vel és a StreamCast megalkotta a saját hálózatát NeoNET névvel, mely MLDonkey bővítmény (plug-in) támogatást is tartalmaz, így lehetővé válik, a csatlakozás az eDonkey2000, valamint az Overnet hálózatokhoz, s talán egyszer újra a FastTrack-hoz is.
Jelenleg a Morpheus a szerzői joggal védett anyagokra keresőket átirányítja fizetős oldalakra. Az utolsó „teljes értékű” verzió az 5.3-as volt.

## Külső hivatkozások
- a Morpheus weboldala
- Streamcast Networks Archiválva 2006. május 12-i dátummal a Wayback Machine-ben
- NEO Network
- Morpheus fórum